# Verdienstkreuz für Aufopferung und Pflichttreue in Kriegszeiten

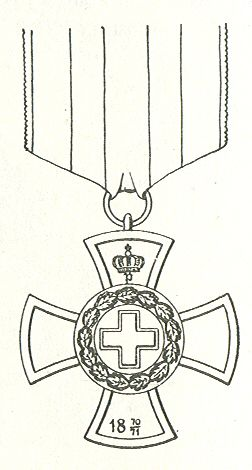
Verdienstkreuz für Aufopferung und Pflichttreue in Kriegszeiten

Das Verdienstkreuz für Aufopferung und Pflichttreue in Kriegszeiten wurde am 12. Juni 1871 durch Großherzog Nikolaus Friedrich Peter von Oldenburg gestiftet.
Im Stiftungserlass hieß es dazu:
Während der Dauer des durch Gottes gnädigen Beistand nunmehr glorreich beendeten Krieges hat sich, wie in ganz Deutschland, so auch in Unserem Lande in allen Kreisen der Bevölkerung ein einmütiger Geist selbstverleugnender Hingabe und Opferwilligkeit betätigt, welcher wesentlich dazu beigetragen hat, die durch die heldenmütige Tapferkeit und Ausdauer der Armee erzielten Erfolge sicherzustellen und die durch seine in der Geschichte fast beispiellose Reihe blutiger Kämpfe herbeigeführten Leiden zu mildern. Damit die Erinnerung an die unmittelbare hinter uns liegende, für immer denkwürdige Zeit auch denen, welche nicht der Fahne in Feindesland gefolgt, sondern in der Heimat ihren Dienst dem Vaterland gewidmet haben, in äußeren Zeichen dauernd erhalten bleibe, haben Wir beschlossen, zum Andenken an die patriotische Erhebung der letzten Monate ein Verdienstkreuz zu gründen, welches Wir Personen zu verleihen beabsichtigen, die für, durch den Krieg veranlaßte Zwecke sich in Unserem Lande Anspruch auf besondere Anerkennung erworben haben. Es soll dieses Verdienstkreuz ohne Unterschied Männern, Frauen und Jungfrauen aus allen Kreisen der Bevölkerung verliehen werden.
Das Ordenszeichen hat die Form eines sogenannten Grabkreuzes mit rundem Medaillon, in dessen Mitte innerhalb eines erhabenen Eichenkranzes das rote Genfer Kreuz zu sehen ist. Auf dem oberen Kreuzarm steht unter der großherzoglichen Krone ein großes gotisches  P  (Peter). Der untere Kreuzarm strägt die Jahreszahl 18 70/71.
Getragen wurde die Auszeichnung an einem blauen Band mit zwei roten Längs- und schmalen roten Randstreifen auf der linken Brustseite.